# Erik Fyrwald

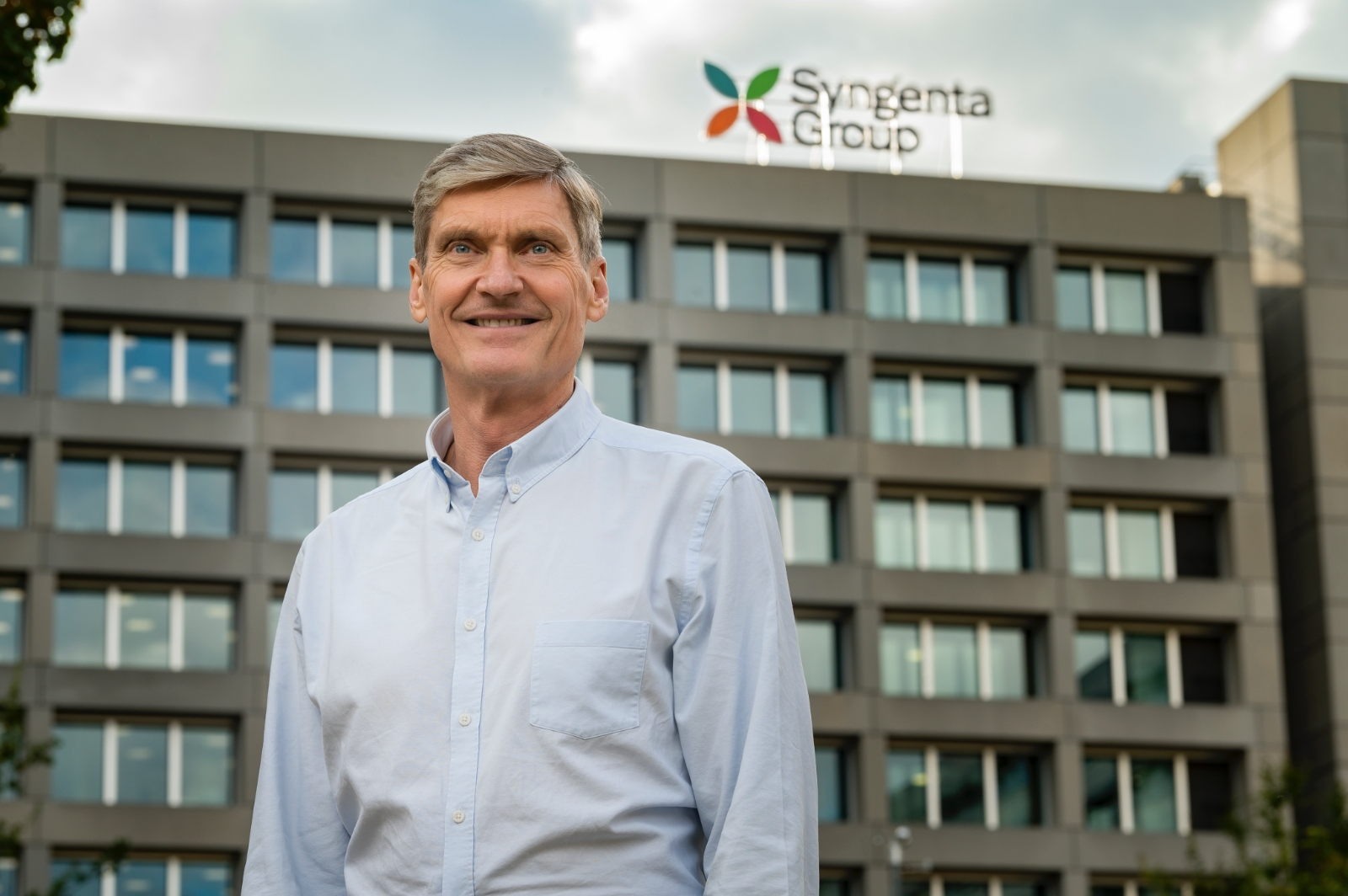
Erik Fyrwald

Jon Erik Fyrwald (* 29. Juli 1959 in West Virginia, Vereinigte Staaten) ist ein US-amerikanischer Manager. Er war Chief Executive Officer (CEO) der Syngenta Group, einem der größten Anbieter von Agrartechnologie mit Hauptsitz in Shanghai. Unter seiner Führung entwickelte sich die Idee einer «neuen grünen Revolution» für mehr Klimaschutz und Nachhaltigkeit in der Landwirtschaft.

## Herkunft und Studium
Fyrwald wurde 1959 in den Vereinigten Staaten geboren. Dort verbrachte er einen Großteil seiner Kindheit und Jugend. Fyrwalds Eltern stammen aus Norwegen.
Nach der Schule studierte Fyrwald zunächst Chemieingenieurwesen an der University of Delaware, wo er einen Bachelor of Science erwarb. Später absolvierte er das Advanced Management Program an der renommierten Harvard Business School.
Fyrwald ist verheiratet, hat drei Kinder und lebt in Basel.

## Karriere

### DuPont
Fyrwald begann seine berufliche Laufbahn beim Chemiekonzern DuPont, zu dem er bereits während seines Studiums stieß. Während 27 Jahren in diesem Unternehmen hatte er verschiedenste Führungspositionen in der Produktion, im Vertrieb, im Marketing und in anderen Bereichen inne. Im Jahr 2003 übernahm er die Zuständigkeit für DuPonts gesamtes Geschäft mit Saatgut, Pflanzenschutz und Nahrungsmittelzutaten. Dieses Geschäftsfeld hatte er zuvor maßgeblich aufgebaut, unter anderem durch die Übernahme von Pioneer Seeds im Jahr 1999. Unter Fyrwalds Leitung entwickelte sich das Geschäftsfeld des Unternehmens zu einem der führenden Anbieter von Agrogentechnik. Parallel zur Tätigkeit für DuPont wurde Fyrwald in den Verwaltungsrat des internationalen Handelsverbands CropLife berufen. Er stand diesem Gremium zwei Jahre lang vor.

### Nalco, Univar
2008 wurde Fyrwald zum Vorsitzenden der Geschäftsleitung und Präsidenten des Verwaltungsrats Nalco ernannt, einem global führenden Spezialisten für Wasseraufbereitung. Nach der Übernahme durch EcoLab im Jahr 2011 wechselte er als Präsident in den Verwaltungsrat des Mutterkonzerns. 2012 kam Fyrwald als Vorsitzender der Geschäftsleitung zu Univar Solutions, einem weltweit tätigen Chemiegroßhändler.

### Syngenta Group
2016 gab Syngenta bekannt, Fyrwald werde den Vorsitz der Geschäftsleitung übernehmen. Die Berufung eines externen Managers erfuhr hierbei besondere mediale Beachtung. Hintergrund für seine Ernennung war seine langjährige Erfahrung in der chemischen Industrie und speziell im asiatischen Raum.
Syngenta wurde ein Jahr später von der China National Chemical Corporation, kurz ChemChina, übernommen und von der Börse genommen. Zuvor war auch Monsanto interessiert an einer Akquisition, die letztendlich aber scheiterte. Fyrwald unterstützte die Übernahme von Syngenta durch die staatseigene ChemChina ausdrücklich. Er hielt dies für einen wichtigen Schritt zu mehr Wachstum in China. Die Transaktion war die bis dato größte Akquisition eines chinesischen Unternehmens im Ausland. Sie wurde nach der Genehmigung durch die Kartellbehörden im Mai 2017 abgeschlossen.
Syngenta genießt im Konzernverbund von ChemChina eine hohe Eigenständigkeit. Unter Fyrwalds Regie konnte das Unternehmen vor allem die Profitabilität nachhaltig steigern. 2020 wurden unter dem Dach der neu geschaffenen Syngenta Group die Aktivitäten im Bereich der Agrochemie des chinesischen Chemieunternehmens Sinochem sowie der israelische Pflanzenschutzmittelhersteller Adama zusammengeführt. Mit diesem Zusammenschluss stand der weltgrößte Konzern im Bereich der Agrartechnologie, der 48.000 Menschen in über 100 Ländern beschäftigt und einen Umsatz von über 23 Milliarden US-Dollar erwirtschaftet. Fyrwald wurde zum CEO der Syngenta Group ernannt, deren Hauptsitz weiterhin in Basel in der Schweiz liegt.
In der Vergangenheit gab es Kritik an Pflanzenschutzmitteln von Syngenta. Dem Unternehmen wurde vorgeworfen, der Verkauf hochgiftiger Pestizide sei Bestandteil des Geschäftsmodells. Fyrwald richtete das Unternehmen stärker am Nutzen von wissenschaftlichen Innovationen in den Bereichen Saatgut und Pflanzenschutzmitteln sowie digitalen Technologien im Kampf gegen die Folgen des Klimawandels aus.
2023 wurde bekannt, dass Fyrwald zum Ende des Jahres in den Ruhestand gehen wird. Sein Nachfolger als Chief Executive Officer (CEO) der Syngenta Group wurde Jeff Rowe. Fyrwald ist weiterhin als Mitglied des Verwaltungsrates und Berater des Präsidenten des Verwaltungsrats tätig.

## Weitere Aktivitäten
Fyrwald gehört dem Verwaltungsrat des Pharmakonzerns Eli Lilly an und setzt sich als Mitglied des Verwaltungsrats der Swiss-American Chamber of Commerce für den Austausch der Wirtschaft beider Länder ein. Des Weiteren engagiert sich Fyrwald im Vorstand von Breakthrough, einer gemeinnützigen Organisation mit Sitz in East Garfield Park (Chicago), die sich gegen die Armut in der Gemeinde einsetzt.